# Metopia argyrocephala
Metopia argyrocephala är en tvåvingeart som först beskrevs av Johann Wilhelm Meigen 1824.  Metopia argyrocephala ingår i släktet Metopia och familjen köttflugor. Arten är reproducerande i Sverige. Inga underarter finns listade i Catalogue of Life.